# Berger cantor
O Berger cantor ("Bergischer Kräher") , também conhecido como Cantor de Berg ou Galo músico alemão é a raça mais antiga de frango alemão, que pertence as raças cantoras e é originário da região de Berg. Em Alemanha a raça é considerada ameaçada de extinção. De acordo com um censo realizado em 2009, restam apenas 1000 espécimes. Acredita-se, que o Berger cantor era o antepassado do Galo músico do Brasil.

## Características
O Berger é um tipo de frango rural, famoso por o canto estendido e grave dos galos. Hoje existe apenas uma única variedade, malhada do ouro e negro. A crista é simples, as pernas são de cor cinza-azul e a figura é fornecido e erigido. Típico é a larga borda negra das penas, a Dobbelung, que está presente também na Berger de crista caída e na Berger krüper. As galinhas fornecem ovos brancos, na ordem de 120-150 peças por ano .

## Concursos de Canto
Desde 1924, os criadores alemãos organizaram anualmente uma competição de canto, em que medem a duração do canto dos galos.

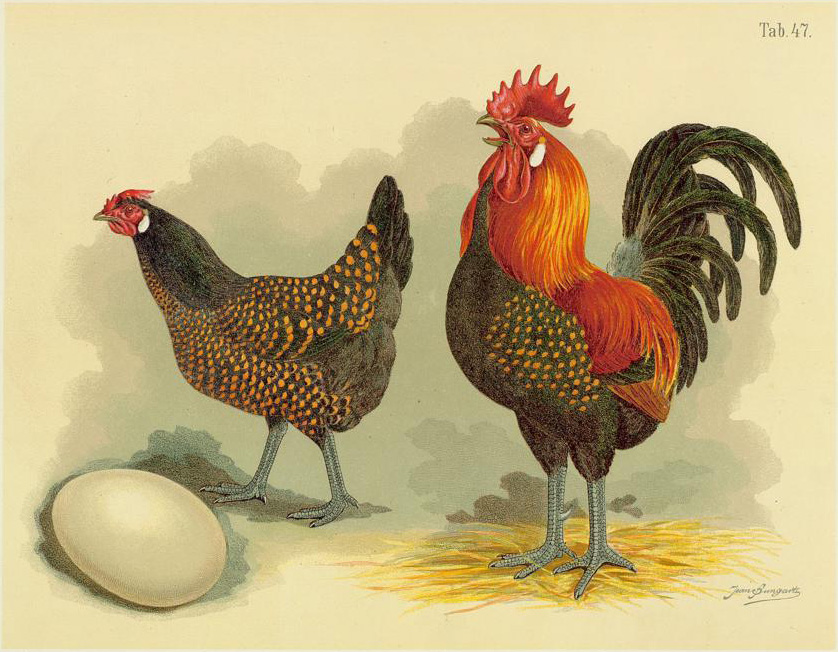
Illustração histórica (1885)
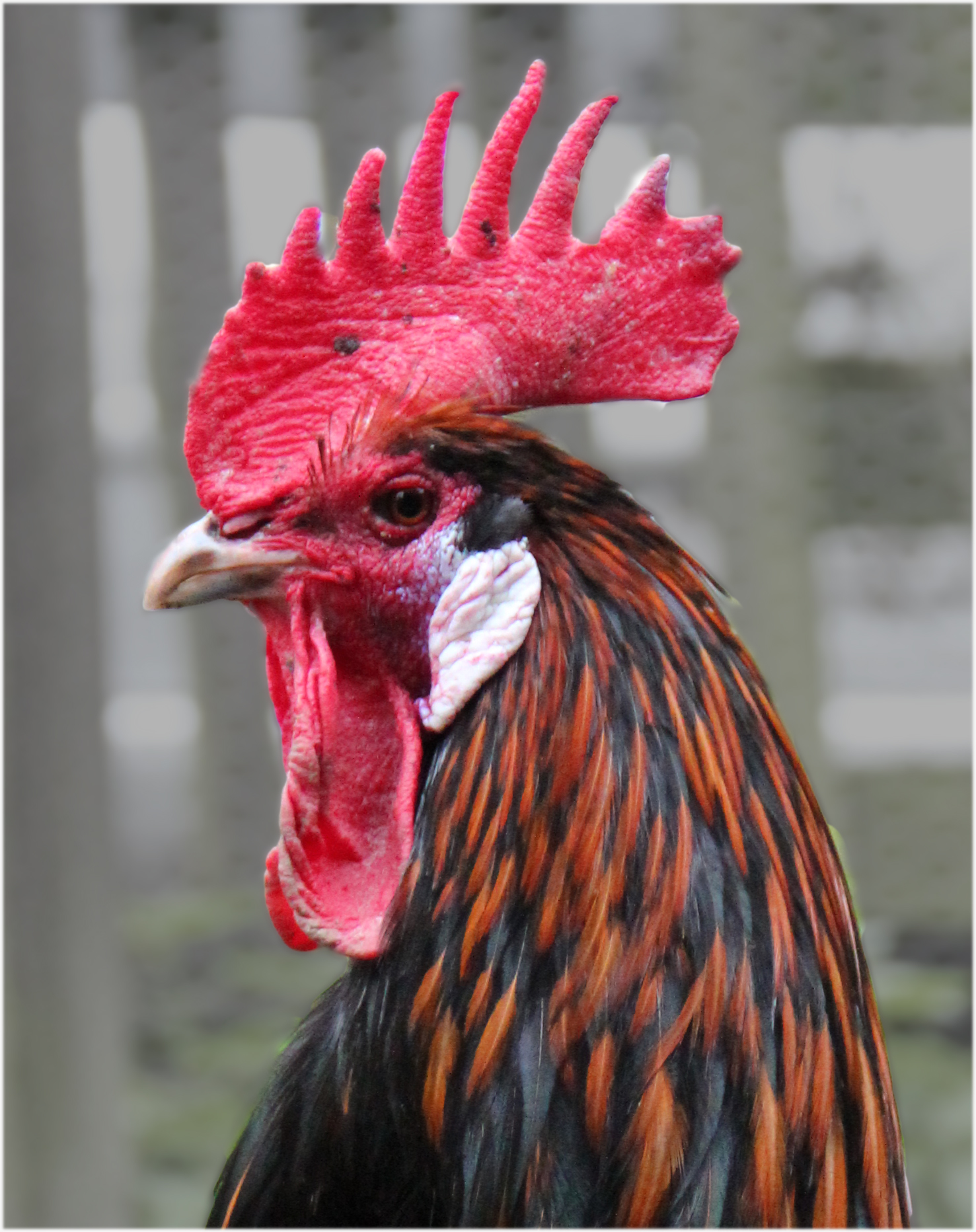
Retrato
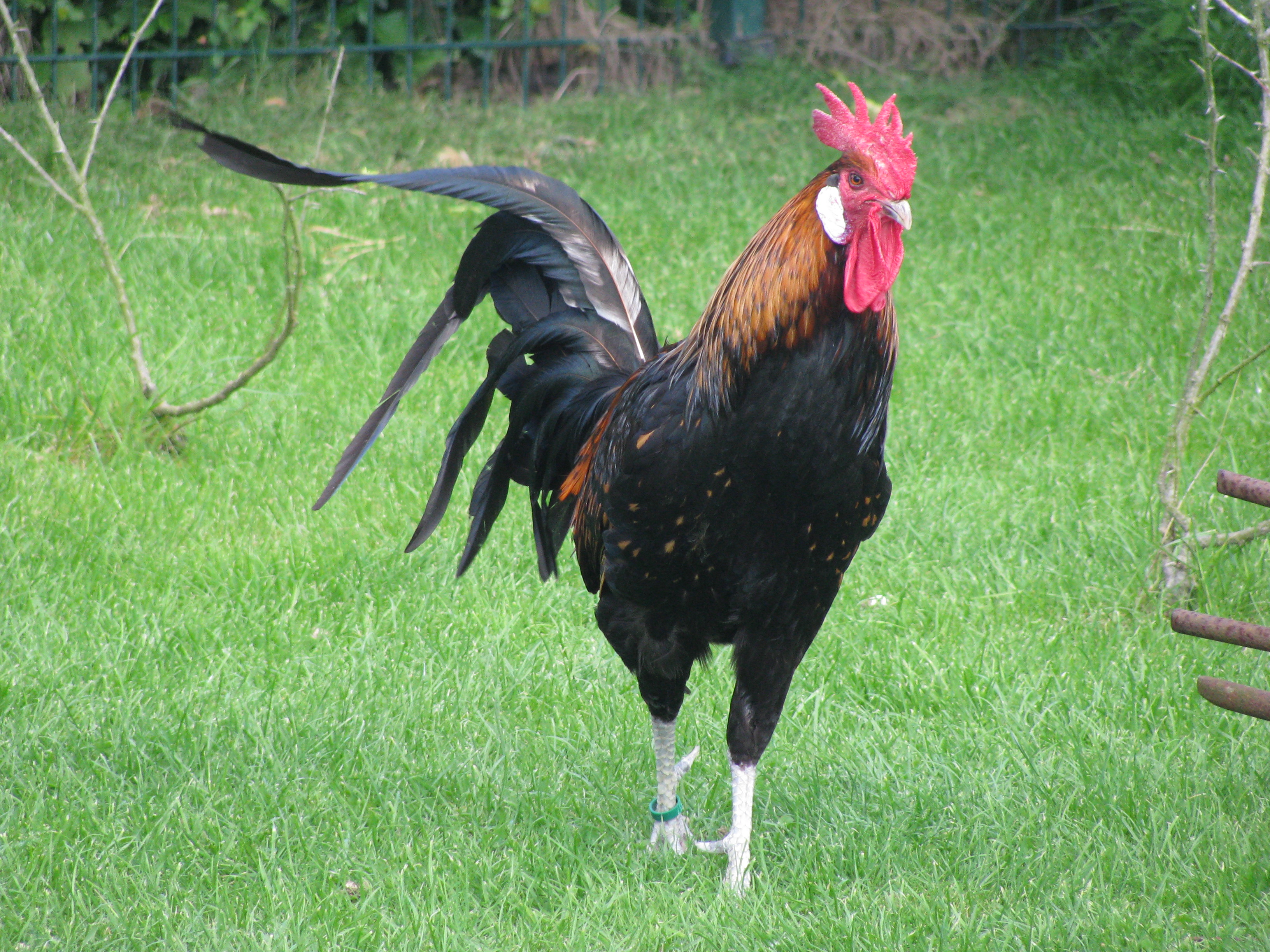
Galo
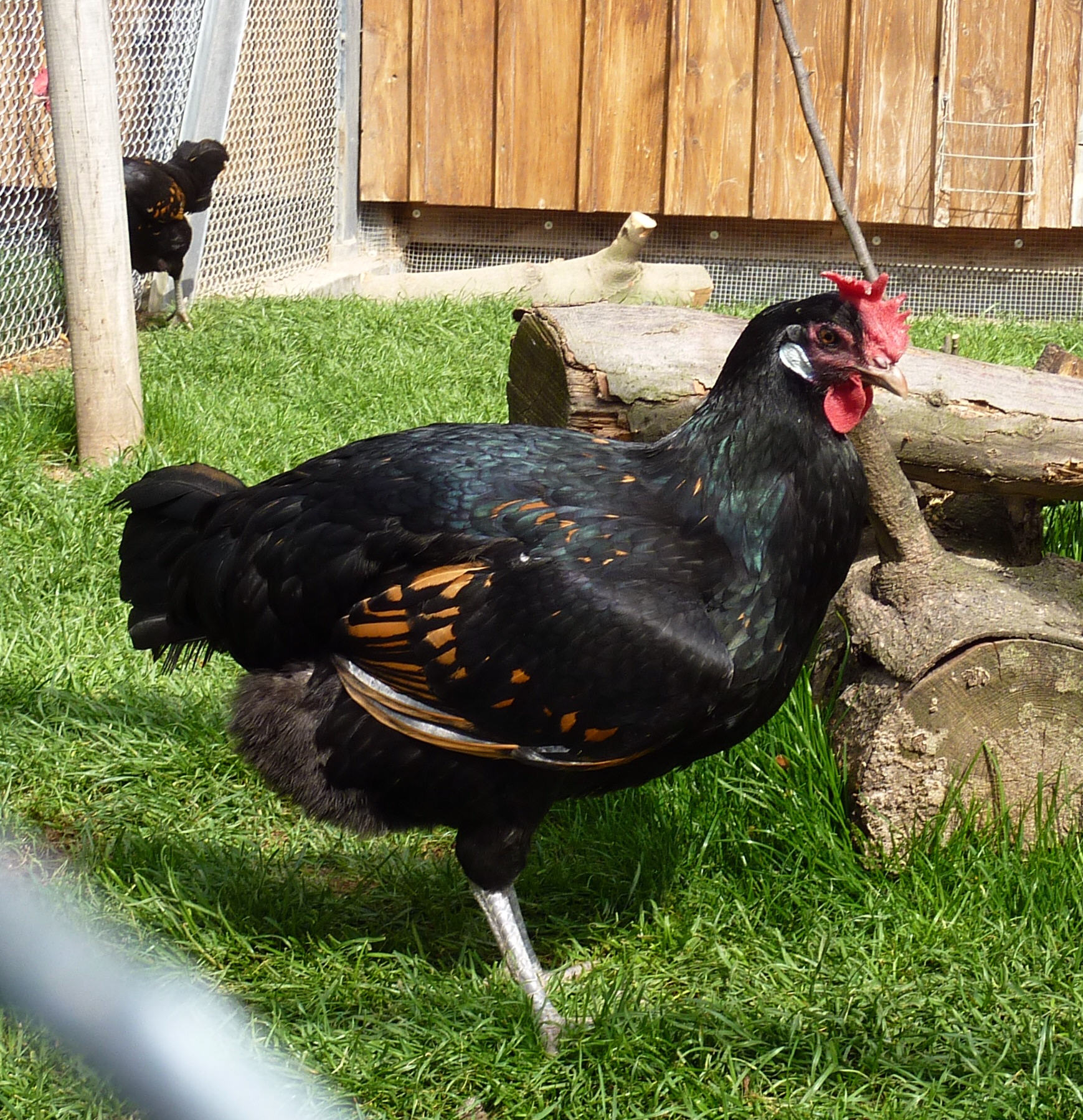
Galinha
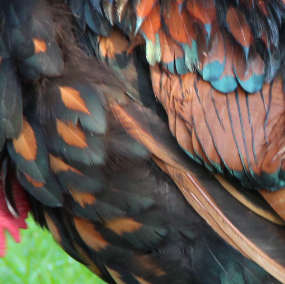
A Dobbelung típica